# Двостороннє перетворення Лапласа
Двостороннє перетворення Лапласа - інтегральне перетворення, тісно пов'язане з перетворенням Фур'є, перетворенням Мелліна, а також зі звичайним і одностороннім перетворенням Лапласа.

## Визначення
Якщо {\displaystyle f(t)} є дійсною або комплексною функцією дійсної змінної {\displaystyle t\in \mathbb {R} }, то двостороннє перетворення Лапласа {\displaystyle {\mathcal {B}}\left\{f(t)\right\}} задається формулою
{\displaystyle {\mathcal {B}}\left\{f(t)\right\}=F(s)=\int _{-\infty }^{\infty }e^{-st}f(t)\,dt.}
Інтеграл у цьому визначенні мається на увазі невласним і збіжним тоді, коли існують {\displaystyle \left\{{\begin{matrix}\int _{0}^{\infty }e^{-st}f(t)\,dt\\\\\int _{-\infty }^{0}e^{-st}f(t)\,dt\end{matrix}}\right.}
Іноді двосторонні перетворення записують у вигляді
{\displaystyle {\mathcal {T}}\left\{f(t)\right\}=s{\mathcal {B}}\left\{f\right\}=sF(s)=s\int _{-\infty }^{\infty }e^{-st}f(t)\,dt.}
Загалом, змінна {\displaystyle t} може бути як дійсною, так і комплексною величиною.

## Зв'язок з іншими інтегральними перетвореннями
- Якщо {\displaystyle u(t)} - функція Гевісайда, то звичайне перетворення Лапласа {\displaystyle {\mathcal {L}}} можна виразити через двостороннє формулою

{\displaystyle {\mathcal {L}}\left\{f(t)\right\}={\mathcal {B}}\left\{f(t)u(t)\right\}.}
І навпаки: з двостороннього перетворення можна отримати звичайне за формулою
{\displaystyle \left\{{\mathcal {B}}f\right\}(s)=\left\{{\mathcal {L}}f(t)\right\}(s)+\left\{{\mathcal {L}}f(-t)\right\}(-s).}
- Перетворення Мелліна можна виразити через двостороннє перетворення Лапласа формулою

{\displaystyle \left\{{\mathcal {M}}f\right\}(s)=\left\{{\mathcal {B}}f(e^{-x})\right\}(s)}
І навпаки: з двостороннього перетворення можна отримати перетворення Мелліна за формулою
{\displaystyle \left\{{\mathcal {B}}f\right\}(s)=\left\{{\mathcal {M}}f(-\ln x)\right\}(s).}
- Перетворення Фур'є можна визначити через двостороннє перетворення Лапласа формулою

{\displaystyle \left\{{\mathcal {B}}f\right\}(s)=\left\{{\mathcal {F}}f\right\}(-is).}

## Властивості
|               | Часова область           | Одностороння область                    | Двостороння область         |
| ------------- | ------------------------ | --------------------------------------- | --------------------------- |
| Перша похідна | {\displaystyle f'(t)\ }  | {\displaystyle sF(s)-f(0)\ }            | {\displaystyle sF(s)\ }     |
| Друга похідна | {\displaystyle f''(t)\ } | {\displaystyle s^{2}F(s)-sf(0)-f'(0)\ } | {\displaystyle s^{2}F(s)\ } |